# Sierra Leone i olympiska sommarspelen 2004
Sierra Leone i olympiska sommarspelen 2004 bestod av idrottare som blivit uttagna av Sierra Leones olympiska kommitté.

## Friidrott
Herrarnas 100 meter
- Lamin Tucker
  - Omgång 1: 10.72 s (6:a i heat 7, gick inte vidare, 61:a totalt)

Damernas 100 meter
- Hawanatu Bangura
  - Omgång 1: 12.11 s (7:a i heat 7, gick inte vidare, 47:a totalt)